# 张岳永
张岳永（1949年—），山东蓬莱人，汉族，中华人民共和国政治人物、第十一届全国人民代表大会解放军代表。
毕业于西安政治学院法律专业，是中共党员。担任兰州军区副参谋长。2008年起担任全国人大代表。